# Hugo Appelius
Hugo Constantin Cuno Oskar August Appelius (* 10. September 1855 in Hessisch Lichtenau; † 16. August 1907 in Bad Nauheim) war ein deutscher Jurist. Sein Buch über die Behandlung jugendlicher Verbrecher und verwahrloster Kinder gilt dadurch, dass Appelius dem Erziehungsgedanken Vorrang gegenüber dem Strafrecht einräumte, als bahnbrechend für die Anfänge des Jugendstrafrechts.
Der Sohn eines Rentereiassistenten besuchte das Gymnasium in Kassel und begann nach dem Abitur 1875 ein Studium der Rechtswissenschaft in Marburg. Seitdem gehörte er der Marburger Burschenschaft Arminia an. Im Wintersemester 1876/77 studierte er in Göttingen. Im Juli 1878 bestand er das Referendarsexamen in Kassel und promovierte 1878 in Jena. Nach einer längeren Referendarszeit in Kassel wurde er im März 1883 Assessor und blieb bis September 1890 bei der Staatsanwaltschaft Kassel. Er wechselte dann zur Staatsanwaltschaft Elberfeld, bis er 1893 Staatsanwalt in Göttingen wurde. Seine weitere Karriere führte ihn zur Oberstaatsanwaltschaft in Celle. 1900 wurde er Kammergerichtsrat am Kammergericht in Berlin. Hier versah er das Amt eines „Personalienrates“. 1906 wurde er Mitglied des Disziplinargerichtshofes für die Schutzgebiete. Er starb 1907 während eines Kuraufenthaltes.
Appelius machte sich zunächst als Strafrechtler und Kriminalist einen Namen. Er veröffentlichte grundlegende Arbeiten zur Behandlung jugendlicher Krimineller und arbeitete an Stengleins Kommentar der strafrechtlichen Nebengesetze sowie von Rüdorffs Textausgabe des Strafgesetzbuches mit. Später arbeitete er vor allem zum Zivilrecht und verfasste einen Kommentar zur Gewerbeordnung und eine Einführung in das Studium des Bürgerlichen Gesetzbuches.

## Schriften
- Ist eine Vermehrung der Rechtsmittel im Strafverfahren erforderlich? Eine brennende Frage der Gegenwart., Kassel 1884.
- Die bedingte Verurtheilung und die anderen Ersatzmittel für kurzzeitige Freiheitsstrafen. 2. Auflage, Cassel 1890.
- Die Beschlüsse der Zweiten Jahresversammlung der Internationalen Criminalistischen Vereinigung Halle 25/26. März 1891 betreffend die Verschärfung der kurzzeitigen Freiheitsstrafe, die Umgestaltung der Geldstrafe und der subsidiären Strafe. Guttentag, Berlin 1891.
- Die Behandlung jugendlicher Verbrecher und verwahrloster Kinder. Bericht der von der Internationalen Criminalistischen Vereinigung (Gruppe Deutsches Reich) gewählten Commission. Guttentag, Berlin 1892.
- mit Hans Rüdorff: Strafgesetzbuch für das Deutsche Reich. Nebst den gebräuchlichsten Reichs-Strafgesetzen (Post, Impfen, Presse … usw.) ; Text-Ausg. mit Anm. 16. Auflage. Guttentag, Berlin 1892.
- mit Melchior Stenglein und Georg Kleinfeller: Kommentare zu den strafrechtlichen Nebengesetzen. Liebmann, Berlin 1892.
- Gewerbeordnung für das Deutsche Reich in ihrer gegenwärtigen Gestaltung, nebst den für das Reich und für Preussen erlassenen Ausführungsbestimmungen und einem Anhang enthält die wichtigsten bezüglich Gesetze und Verordnungen. In: Stenglein, Melchior: Die strafrechtlichen Nebengesetze des Deutschen Reiches. 1893.
- Zur Einführung in das Studium des Bürgerlichen Gesetzbuches und seiner Nebengesetze. Nauck, Berlin 1900.
- Der Begriff des verantwortlichen Redakteurs und die Praxis. In: Zeitschrift für die gesamte Strafrechtswissenschaft.27 (1907) 1907, S. 657–676.
- mit Friedrich Oskar von Schwarze und Erich Wulffen: Reichs-Pressgesetz. 5. Auflage. Schweitzer, München, Berlin & Leipzig 1914.